# Брансуик (тауншип, Миннесота)
Брансуик (англ. Brunswick) — тауншип в округе Канейбек, Миннесота, США. На 2000 год его население составило 1263 человека.

## География
По данным Бюро переписи населения США площадь тауншипа составляет 91,6 км², из которых 89,7 км² занимает суша, а 1,9 км² — вода (2,09 %).

## Демография
По данным переписи населения 2000 года здесь находились 1263 человека, 454 домохозяйства и 350 семей.  Плотность населения —  14,1 чел./км².  На территории тауншипа расположено 513 построек со средней плотностью 5,7 построек на один квадратный километр. Расовый состав населения: 97,86 % белых, 0,08 % афроамериканцев, 0,71 % коренных американцев, 0,24 % азиатов, 0,32 % c Тихоокеанских островов и 0,79 % приходится на две или более других рас. Испанцы или латиноамериканцы любой расы составляли 1,35 % от популяции тауншипа.
Из 454 домохозяйств в 39,9 % воспитывались дети до 18 лет, в 65,2 % проживали супружеские пары, в 7,7 % проживали незамужние женщины и в 22,7 % домохозяйств проживали несемейные люди. 18,5 % домохозяйств состояли из одного человека, при том 5,9 % из — одиноких пожилых людей старше 65 лет. Средний размер домохозяйства — 2,78, а семьи — 3,15 человека.
30,6 % населения — младше 18 лет, 6,0 % — в возрасте от 18 до 24 лет, 30,3 % — от 25 до 44, 23,1 % — от 45 до 64, и 10,0 % — старше 65 лет. Средний возраст — 35 лет. На каждые 100 женщин приходилось 113,0 мужчин.  На каждые 100 женщин старше 18 приходилось 107,8 мужчин.
Средний годовой доход домохозяйства составлял 45 278 долларов, а средний годовой доход семьи —  48 804 доллара. Средний доход мужчин —  34 688  долларов, в то время как у женщин — 23 125. Доход на душу населения составил 17 295 долларов. За чертой бедности находились 4,7 % семей и 6,4 % всего населения тауншипа, из которых 9,7 % младше 18 и 6,1 % старше 65 лет.